# The Ballad of Chasey Lain
"The Ballad of Chasey Lain" je singl američkog rock sastava Bloodhound Gang s njihovog trećeg studijskog albuma Hooray for Boobies, objavljen 14. veljače 2000.
Pjesma je zamišljena kao niz obožavateljovih pisama upućenih porno glumici Chasey Lain. Tijekom pjesme, pisma postaju sve opsesivnija i agresivnija, jer Chasey Lain ne odgovara na njih. Svojim formatom, slična je Eminemovoj pjesmi "Stan", iako nije njena direktna parodija.
Pri kraju pjesme obožavatelj, ili zamišlja vezu s Chasey Lain, ili ju je oteo te ju upoznaje sa svojim roditeljima (stihovima "Mama i tata, ovo je Chasey / Chasey, ovo su moji mama i tata").
Melodija pjesme preuzeta je iz "Sea of Sin", pjesme Depeche Modea.

## Vanjske poveznice
- Riječi pjesme  Arhivirana inačica izvorne stranice od 6. siječnja 2009. (Wayback Machine)